# پرویز جعفری
پرویز جعفری (زاده ۱۳۲۰، ارومیه) بازیگر فیلم اهل ایران بود.

## زندگی‌نامه
پرویز جعفری متولد ۱۳۲۰ در اورمیه، و فارغ‌التحصیل رشتهٔ بازیگری از مدرسه سینمایی لندن است. وی فعالین سینمایی خویش را از سال ۱۳۳۶ با فیلم یکی بود یکی نبود آغاز نمود.

## فیلمشناخت
1. گلنار (۱۳۶۷)
2. بر فراز آسمان‌ها (۱۳۵۷ نمایش در ۱۳۵۸)
3. شکست‌ناپذیر (فیلم ۱۳۵۳) (۱۳۵۳)
4. مهدی مشکی و شلوارک داغ (۱۳۵۱)
5. یک مرد یک شهر (۱۳۵۰)
6. هارون و قارون (۱۳۴۶)
7. زندگی دوزخی (۱۳۴۳)
8. دندان افعی (۱۳۴۰)
9. عسل تلخ (۱۳۴۰)
10. یکی بود یکی نبود (۱۳۳۸)